# FIFA 95
《FIFA 95》은 일렉트로닉 아츠가 개발한 2번째 FIFA 시리즈 축구 게임이다.

## 같이 보기
- FIFA 시리즈